# Purba Manalu
Purba Manalu is een bestuurslaag in het regentschap Humbang Hasundutan van de provincie Noord-Sumatra, Indonesië. Purba Manalu telt 1759 inwoners (volkstelling 2010).